# World (Lindita)
World è un singolo della cantante kosovara Lindita pubblicato il 29 marzo 2017 da RTSH su etichetta discografica Universal Music Group.
Il brano, scritto da Gerald Xhari e Lindita stessa e composto da Klodian Qafoku, ha rappresentato l'Albania all'Eurovision Song Contest 2017, classificandosi al 14º posto nella prima semifinale con 76 punti e non qualificandosi per la finale dell'evento. La versione albanese del brano, intitolata Botë, ha vinto il 55° Festivali i Këngës.

## Composizione e pubblicazione
Il brano è stato scritto originariamente in lingua albanese col titolo Botë da Gerald Xhari e Lindita per il testo e Klodian Qafoku per le musiche. Successivamente la cantante kosovara lo ha presentato per partecipare al Festivali i Këngës 2016. Dopo la vittoria al festival la cantante ha scelto di presentarsi all'Eurovision Song Contest 2017 con una nuova versione tradotta in lingua inglese, intitolata World; quest'ultima è stata pubblicata come singolo il 29 marzo 2017 da RTSH e Universal Music Group in formato download digitale e streaming. RTSH ha pubblicato anche una confezione promozionale con un CD-R e un DVD-R.

## Descrizione
World si presenta come l'unione tra un brano pop rock e una power ballad definita in "pieno stile James Bond". Il testo si presenta come una sorta di manifesto per la pace nel mondo con un invito a mettere da parte, senza necessariamente eliminare, le differenze per il bene comune dell'umanità, diffondendo un messaggio in linea con lo slogan scelto per l'Eurovision Song Contest 2017 ossia Celebrate Diversity.

## Video musicale
Il video musicale, diretto da Kleidi Eski, è stato pubblicato il 13 marzo 2017 sul canale ufficiale YouTube dell'Eurovision Song Contest. Il video illustra la cantante in una dimensione parallela che secondo Chris Zeiher di SBS presenta elementi riconducibili allo steampunk citando un episodio della serie televisiva cult degli anni '80 Doctor Who. Il videoclip ha ricevuto una critica positiva dal sito web wiwibloggs.com, che lo ha definito "sbalorditivo" e "colmo di significati nascosti".

## Accoglienza
Il brano ha ricevuto generalmente critiche positive, perlopiù provenienti dalla stampa concentrata sull'Eurovision Song Contest; in particolare sono stati apprezzati il messaggio contenuto nel testo e le abilità vocali della cantante. Secondo Stefanie Grossmann, del portale eurovision.de, il testo riguarda "le sfide della società moderna ed è un richiamo al contrasto della guerra in favore di pace e amore".

## Tracce
Testi di Gerald Xhari e Lindita Halimi, musiche di Klodian Qafoku
Produttore  Andrea Camilletti.
1. World – 2:56

## Formazione
- Lindita – voce
- Andrea Camilletti – produzione e arrangiamento
- Shpëtim Saraçi – arrangiamento
- Klodian Qafoku – arrangiamento
- Marco Borsatti/Impatto Studio – missaggio
- Tom Coyne/Sterling Sound – mastering